# The English Historical Review
The English Historical Review (La Revue historique anglaise) est une revue universitaire fondée en 1886 et publiée aux Presses de l'université d'Oxford (Oxford University Press). Elle publie des articles sur l'Histoire britannique, européenne et mondiale depuis l'Antiquité classique.
Chaque numéro comporte des articles, des « Notes et Documents », des débats sur des thématiques médiévale ou moderne, un nombre d'essais critiques et des résumés d'ouvrages publiés peu de temps avant. Un résumé de la publication périodique des douze mois précédant la parution figure aussi dans chaque numéro.
La revue est fondée en 1886 par John Dalberg-Acton, professeur d'Histoire moderne à Cambridge et membre de l'All Souls College d'Oxford.